# Interstate 86 (oost)
De Interstate 86 oost (afgekort I-86) is een Interstate highway in het noordoosten van de Verenigde Staten die loopt in de staten Pennsylvania en New York. De snelweg is verdeeld in tweeën: het eerste deel loopt van Erie tot aan Elmira; het tweede van Binghamton tot aan Windsor. De snelweg is ongeveer 317 kilometer lang.

## Lengte
| Staat        | km     | mijl   |  |
|              |        |        |  |
| Pennsylvania | 11,25  | 6,99   |  |
| New York     | 284,16 | 176,57 |  |

2 · 4 · 5 · 8 · 10 · 12 · 15 · 16 · 17 · 19 · 20 · 22 · 24 · 25 · 26 · 27 · 29 · 30 · 35 · 37 · 39 · 40 · 43 · 44 · 45 · 49 · 55 · 57 · 59 · 64 · 65 · 66 · 68 · 69 · 70 · 71 · 72 · 73 · 74 · 75 · 76 (west) · 76 (oost) · 77 · 78 · 79 · 80 · 81 · 82 · 83 · 84 (west) · 84 (oost) · 85 · 86 (west) · 86 (oost) · 87 · 88 (west) · 88 (oost) · 89 · 90 · 91 · 93 · 94 · 95 · 96 · 97 · 99 · 165 · 238 · 265 · 277 · 278 · 287 · 355 · 390 · 465 · 485 · 565 · 684 · 787 · 790 · 865

Hawaii:
H-1 · H-2 · H-3  
Alaska:
A-1 · A-2 · A-3 · A-4  
Puerto Rico:
PR-1 · PR-2 · PR-3